# CSCL Asia (schip, 2004)
De CSCL Asia is een 8468 TEU groot containerschip van China Shipping Container Lines en vaart onder de vlag van Hongkong. Het schip werd in 2004 gebouwd in Zuid-Korea door Samsung. De CSCL Asia vaart tussen het Verre Oosten en Europa.
Het schip heeft een lengte van 334 meter en behoort daarmee tot de grootste containerschepen ter wereld.
Het zusterschip van de CSCL Asia is de CSCL Europe.